# STEAR
STEAR (englisch selective tissue estrogenic activity regulator) sind Wirkstoffe, die ihre Wirkung über Estrogenrezeptoren vermitteln und eine selektive Affinität zu bestimmten Geweben aufweisen. Der erste als Arzneistoff verwendete Vertreter aus dieser Klasse ist das Steroid Tibolon. Tibolon wird erst nach Verstoffwechselung aktiv. Das unter anderem durch Hydroxylierung in Position 3 entstehende estrogen wirksame 3-Hydroxytibolon  wird in den meisten Geweben durch dort vorkommende Sulfotransferasen in unwirksame, sulfatierte Substanzen überführt. Dagegen gibt es im Knochengewebe nur wenig Sulfotransferasen, dafür mehr Sulfatasen, welche die Konjugate hydrolytisch in wirksame Metabolite zurückverwandeln. Der Knochenabbau wird gehemmt. Eingesetzt wird Tibolon zur Behandlung von Estrogenmangelsymptomen bei postmenopausalen Frauen.